# 日震学
日震学（にっしんがく、英語: helioseismology）とは、太陽の振動や波動現象（日震）に関する研究、特に太陽表面での波動現象の観測をもとに、インバージョンなどの手法による太陽内部構造の推定を目的とする学問分野である。
日震学の始まりは、1960年代初頭にロバート・B・レイトンらが、5分振動を発見したことによる。レイトンらは、太陽表面の速度場の時間変動を調べていて、約5分の周期で変動する振動成分を発見したのである。
1970年代には、太陽で音波的な固有振動モードが励起されていると考えれば、5分振動が説明できることがわかった。太陽の固有振動が観測できるなら、その振動数を測定することができる。固有振動数は太陽の構造によって決まるので、固有振動数を精密に測ってやれば、インバージョンなどによってその内部構造を推定することができることになる。こうした内部構造探査は1980年代後半から急速に進み、当時の太陽標準モデルが概ね正確であることや、太陽の対流層の差動回転の様子などもわかるようになった。
その後、1990年代後半から局所的日震学と呼ばれる手法が進展した。局所的日震学では、固有振動数を測定する代わりに、太陽表面の2点間を波が伝わる時間の測定などから、活動領域直下の構造など、局所的な内部探査を行なうことを目的としている。